# اندیس صوفی کندی
صوفی کندی یک اندیس فلزی است که در حوالی شهر سیه چشمه استان آذربایجان غربی قرار دارد و مادهٔ معدنی موجود در آن، منیتیت است.